# Rote Prachtspiere
Die Rote Prachtspiere (Astilbe rubra) ist eine Pflanzenart aus der Gattung Prachtspieren (Astilbe) in der Familie der Steinbrechgewächse (Saxifragaceae).

## Merkmale
Die Rote Prachtspiere ist eine ausdauernde, krautige Pflanze, die Wuchshöhen bis 100 (selten bis 150) Zentimeter erreicht. Die Pflanze bildet ein Rhizom aus. Die Blättchen sind eiförmig und messen 4 bis 7 × 2 bis 4 Zentimeter. Der Blütenstand ist mehr oder weniger zylindrisch. Die Äste des Blütenstands sind meist kurz, bis 3 Zentimeter lang und mit langen braunen Drüsenhaaren besetzt. Die Unterseite der Kelchblätter ist außen drüsenhaarig. Die Kronblätter sind linealisch, rot bis purpurn gefärbt und messen 4,5 bis 5 × 0,3 bis 0,5 Millimeter.
Die Blütezeit reicht von Juni bis Juli.

## Vorkommen
Die Rote Prachtspiere kommt in Indien  und im südlichen Xizang und im nordwestlichen Yunnan an Waldrändern in Höhenlagen von 2400 Meter vor. Vorkommen in den Provinzen Fujian und Hubei sind fraglich.

## Nutzung
Die Rote Prachtspiere wird selten als Zierpflanze für Gehölzgruppen und Staudenbeete genutzt.

## Belege
- Eckehart J. Jäger, Friedrich Ebel, Peter Hanelt, Gerd K. Müller (Hrsg.): Rothmaler Exkursionsflora von Deutschland. Band 5: Krautige Zier- und Nutzpflanzen. Spektrum Akademischer Verlag, Berlin Heidelberg 2008, ISBN 978-3-8274-0918-8.